# Oxycera guizhouensis
Oxycera guizhouensis är en tvåvingeart som beskrevs av Yang, Yang och Wei 2008. Oxycera guizhouensis ingår i släktet Oxycera och familjen vapenflugor.
Artens utbredningsområde är Guizhou (Kina). Inga underarter finns listade i Catalogue of Life.